# Suore apostoliche di Cristo Crocifisso
Le Suore Apostoliche di Cristo Crocifisso (in spagnolo Hermanas Apostólicas de Cristo Crucificado) sono un istituto religioso femminile di diritto pontificio: le suore di questa congregazione pospongono al loro nome la sigla H.A.C.C.

## Storia
La congregazione fu fondata il 13 settembre 1939 nella tenuta di Santo Ángel, presso Murcia, da María Séiquer Gayá: dopo la morte del marito, ucciso nel 1936 durante la guerra civile spagnola, pensò inizialmente di entrare nella congregazione delle Ancelle del Sacro Cuore di Gesù, ma poi decise di dare inizio a una nuova famiglia religiosa, interamente dedicata alla gioventù abbandonata nelle zone rurali.
Ottenuta l'autorizzazione di Miguel de los Santos Díaz y Gómara, vescovo di Cartagena, nel 1941 María Séiquer Gayá si preparò alla vita religiosa nel monastero delle visitandine di Salamanca insieme con Amalia Martín de la Escalera, ritenuta cofondatrice dell'istituto.
L'erezione canonica delle apostoliche di Gesù Crocifisso in congregazione di diritto diocesano ebbe luogo il 21 giugno 1947.

## Attività e diffusione
Le apostoliche di Gesù Crocifisso si dedicano all'istruzione e all'educazione cristiana della gioventù delle aree rurali, alla visita agli ammalati poveri e all'aiuto nelle parrocchie.
Oltre che in Spagna, le suore sono presenti in Mozambico e nelle Americhe (Bolivia, El Salvador, Guatemala, Honduras, Repubblica Dominicana); la sede generalizia è a Santo Ángel, presso Murcia.
Alla fine del 2011 la congregazione contava 119 religiose in 28 case.